# Hamadryas chloe
Hamadryas chloe är en fjärilsart som beskrevs av Stoll 1787. Hamadryas chloe ingår i släktet Hamadryas och familjen praktfjärilar. Inga underarter finns listade i Catalogue of Life.

## Bildgalleri

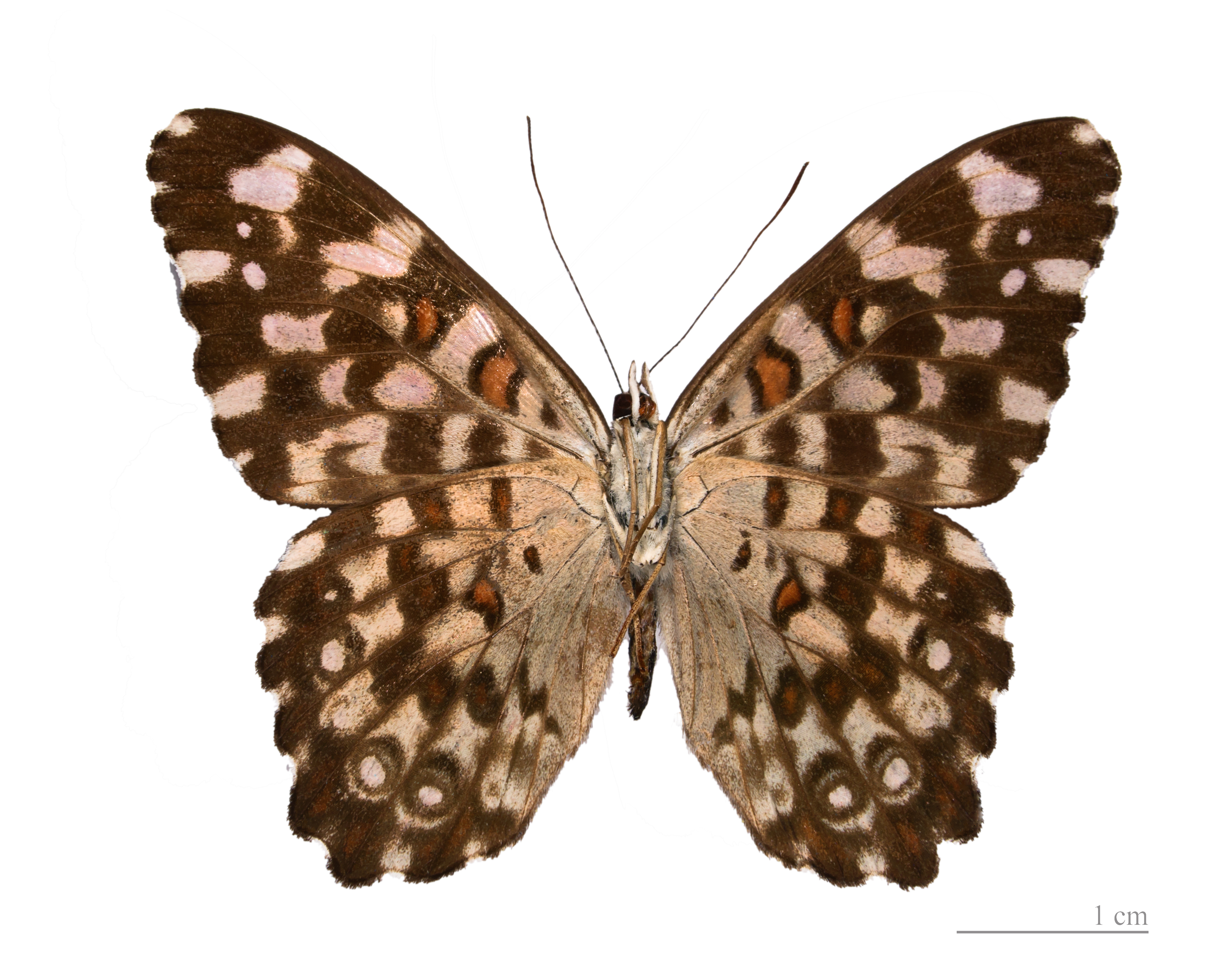